# Čuzik
Čuzik (rusky Чузик) je řeka v Tomské oblasti v Rusku. Je 382 km dlouhá. Povodí má rozlohu 9 000 km².

## Průběh toku
Pramení ve Vasjuganských bažinách a protéká přes Vasjuganskou rovinu. Teče na severovýchod lesnatou tajgou. Koryto je velmi členité, úzké a mělké. Po soutoku s řekou Kjongou vytváří řeku Parabel (přítok Obu). Hlavním přítokem je Komborsa.

## Vodní režim
Převládajícím zdrojem vody jsou sněhové srážky. Průměrný roční průtok vody ve vzdálenosti 73 km od ústí činí 30,5 m³/s. Zamrzá na konci října až v listopadu a rozmrzá na konci dubna až v květnu.

## Využití
Je splavná pro vodáky. Vodní doprava je možná do vzdálenosti 210 km od ústí. Řeka je bohatá na ryby. Na řece leží obydlená místa Pudino a Usť Čuzinsk.